# Nsoko
Nsoko é uma cidade do sul de Essuatíni localizada no distrito de Lubombo. Está situada às margens do rio Ngwavuma a cerca de 5 km da fronteira com a África do Sul, 65 km a nordeste de Lavumisa e 45 km a sudeste de Maloma.